# Liste der Großverbände der k.u.k. Armee
In dieser Liste werden die Großverbände von den Divisionen abwärts der Österreichisch-Ungarischen Gemeinsamen Armee mit Datum vom 28. Juli 1914 aufgeführt.

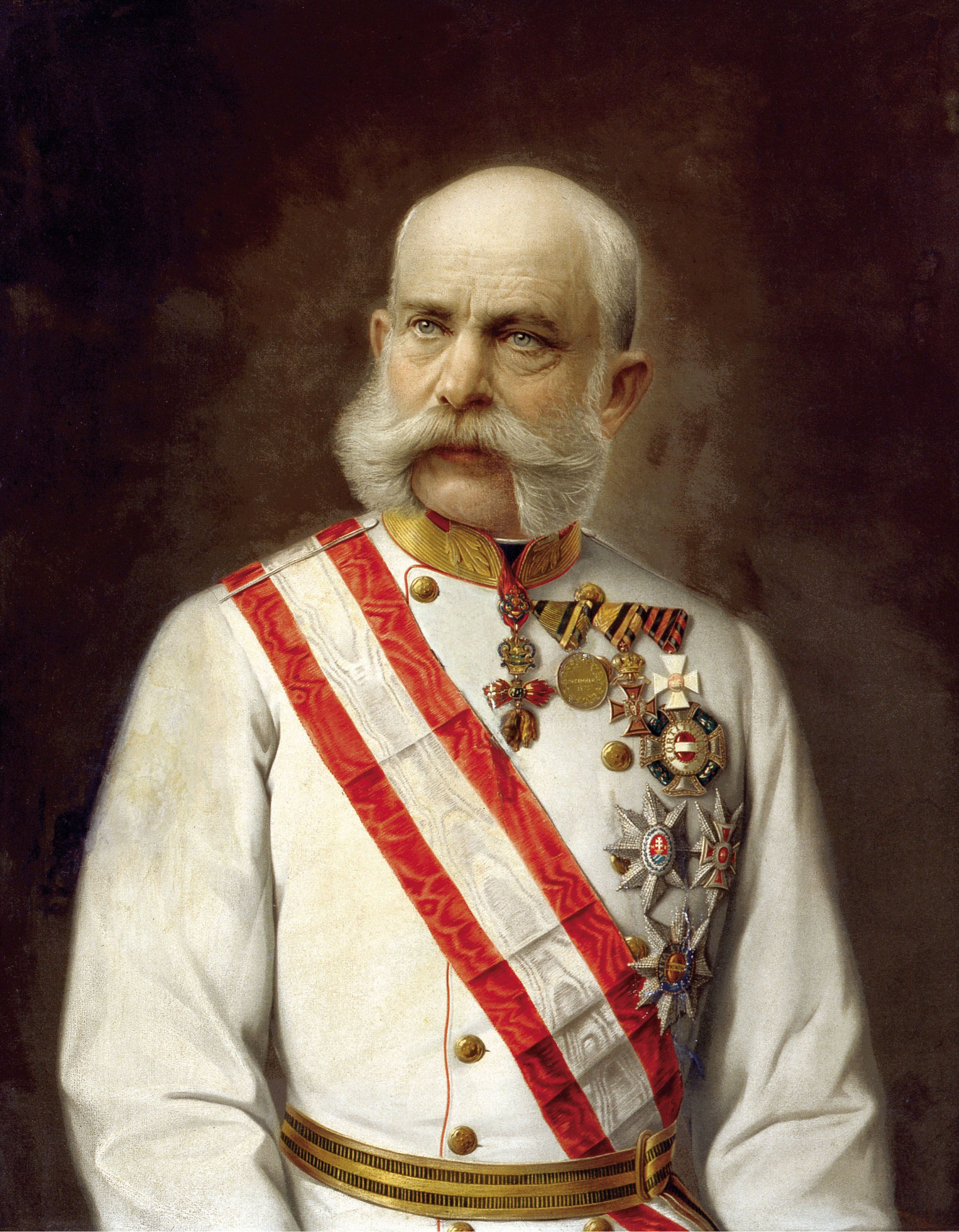
Oberbefehlshaber Kaiser Franz Joseph I.

Die Ortsbezeichnungen entsprechen denen der k.u.k. Militäradministratur, die oftmals landesspezifische Namen verwendete, auch wenn ein deutscher Name vorhanden war (Esseg – Osijek).
Zu den übergeordneten Korps siehe Liste der Korps der Österreichisch-Ungarischen Armee.

## Friedensstand Juli 1914

### Infanteriedivisionen
Vor der Mobilisierung im Sommer 1914 bestand die Bewaffnete Macht Österreich-Ungarns, also die der Gemeinsamen Armee, der k.k. Landwehr und der k.u. Landwehr (Honvèd) aus insgesamt 43 Infanterietruppendivisionen. Davon gehörten 33 als k.u.k. Infanterietruppensvisionen zur Gemeinsamen Armee, acht zur k.k. Landwehr (Nr. 13, 21, 22, 26 sowie 43 bis 46) sowie zwei (Nr. 20 und 41) zur k.u. Landwehr. Die k.k. und k.u. Landwehrdivisionen fehlen daher in der Auflistung.
Die Infanterietruppendivisionen der drei Streitkräfte waren unabhängig von ihrer Zugehörigkeit von 1 bis 49 durchnummeriert. Nicht vergeben waren die Nummern 23 und 37 bis 42, die erst mit der Mobilisierung als Infanteriedivisionen der Honvèd aufgestellt wurden. Bereits mit der Mobilisierung aufgelöst wurde dagegen die k.u.k. 49. Infanterietruppendivision.
| I. | II. | III. |
| --- | --- | --- |
| - 1. Infanterietruppendivision – Sarajevo – XV. Korps Kommandant: Feldmarschalleutnant Stephan Bogat von Kostanjevac Generalstabschef: Major Egon Freiherr von Bolfras Kanonendivision & Kanonenbatterie des Geb.Art.Rgt 10 und das Geb.Art.Rgt 11 7. Gebirgsbrigade – Višegrad Kommandant: Oberst IR 46 Otto Sertič 1 Bataillon InfRgt 5 - 1 Bataillon InfRgt 25 - 1 Bataillon InfRgt 34 - 1 Bataillon InfRgt 66 - 1 Bataillon InfRgt 85 - 1 Bataillon InfRgt 86 8. Gebirgsbrigade – Foča Kommandant: Generalmajor Felix Andrian 1 Bataillon InfRgt 24 - 1 Bataillon InfRgt 35 - 1 Bataillon InfRgt 53 - 1 Bataillon InfRgt 58 9. Gebirgsbrigade – Sarajevo Kommandant: Oberst Joseph Hrozny Edler von Bojemil 1 Bataillon InfRgt 12 - 1 Bataillon InfRgt 49 - 1 Bataillon InfRgt 74 - 1 Bataillon InfRgt 84 | - 2. Infanterietruppendivision – Jaroslau – X. Korps Kommandant: Feldmarschalleutnant Anton Lipošćak Generalstabschef: Major Hubert Ginzel Feldkanonenregiment 29 – Feldkanonenregiment 30 3. Infanteriebrigade – Rzeszów Kommandant: Generalmajor Eugen Pöschmann InfRgt 40 4. Infanteriebrigade – Jaroslau Kommandant: Oberst IR 100 Heinrich Trichtel InfRgt 89 - 3 Bataillone InfRgt 90 | - 3. Infanterietruppendivision – Linz – XIV. Korps Kommandant: Feldmarschalleutnant Josef Roth Generalstabschef: Major Franz Podhajský Feldkanonenregiment 40 – Feldkanonenregiment 42 5. Infanteriebrigade – Innsbruck Kommandant: Generalmajor Joseph Schneider Edler von Manns-Au 3 Bataillon InfRgt 28 – InfRgt 59 – Feldjägerbataillon 12 6. Infanteriebrigade – Salzburg Kommandant: Generalmajor Franz Ritter von Ržiha InfRgt 14 - 3 Bataillone InfRgt 75 – Feldjägerbataillon 4 & 30 – Pionierbataillon 2 |

| I. | II. | III. |
| --- | --- | --- |
| - 4. Infanterietruppendivision – Brünn – II. Korps Kommandant: Feldmarschalleutnant Rudolf Stöger-Steiner Edler von Steinstätten Generalstabschef: Major Ladislaus Rásky Feldkanonenregiment 5 – Feldhaubitzregiment 2 7. Infanteriebrigade – Znaim Kommandant: Generalmajor Kletus Pichler 2 Bataillone InfRgt 12 - 3 Bataillone InfRgt 81 – InfRgt 99 8. Infanteriebrigade – Brünn Kommandant: Oberst d. G. Adolf von Boog 1 Bataillon InfRgt 81 - 3 Bataillone InfRgt 8 - 3 Bataillone Inf Rgt 49 | - 5. Infanterietruppendivision – Olmütz – I. Korps Kommandant: Generalmajor Karl Scotti Generalstabschef: Major Felix Edler von Turner Feldkanonenregiment 2 – Feldkanonenregiment 3 9. Infanteriebrigade – Olmütz Kommandant: Generalmajor Gustav Smekal InfRgt 54 - 3 Bataillone InfRgt 93 10. Infanteriebrigade – Troppau Kommandant: Generalmajor Richard Kutschera 3 Bataillone InfRgt 1 – Inf Rgt 13 | - 6. Infanterietruppendivision – Graz – III. Korps Kommandant: Feldmarschalleutnant Karl Gelb Edler von Siegesstern Generalstabschef: Hauptmann Stephan Duić Feldkanonenregiment 9 – Feldhaubitzregiment 3 – Geb.Art. Regiment 3 11. Infanteriebrigade – Graz Kommandant: Generalmajor Ludwig von Fabini InfRgt 7 – Bosn-Herceg. InfRgt 2 – Feldjägerbataillon 31 – Pionierbataillone 3 & 5 12. Infanteriebrigade – Klagenfurt Kommandant: Oberst im IR 99 Felizian Krasel InfRgt 17 – Feldjägerbataillon 5 & 8 & 9 & 17 & 19 – Sappeurbataillon 4 |

| I. | II. | III. |
| --- | --- | --- |
| - 7. Infanterietruppendivision – Osijek – XIII. Korps Kommandant: Feldmarschalleutnant Kasimir von Lütgendorf Generalstabschef: Major Branko Staié Feldkanonenregiment 38 – Feldkanonenregiment 39 13. Infanteriebrigade – Osijek Kommandant: Generalmajor Carl Stracker 2 Bataillone InfRgt 52 – InfRgt 78 – Sappeurbataillon 13 14. Infanteriebrigade – Zemun Kommandant: Oberst im InfRgt 69 Emil Baumgartner 1 Bataillon InfRgt 38 - 3 Bataillone InfRgt 68 - 1 Bataillon Inf Rgt 70 – Feldjägerbataillon 21 | - 8. Infanterietruppendivision – Bozen - XIV. Korps Kommandant:Feldmarschalleutnant Johann von Kirchbach auf Lauterbach Generalstabschef: Hauptmann Richard Ritter Schilhawsky von Bahnbrück Feldkanonenregiment 41 – Feldhaubitzregiment 14 – Schwere Haubitzdivision 14 – Geb.Art Rgt 8 & 14 15. Infanteriebrigade – Bozen Kommandant: Generalmajor Theodor Stipek KaiserjägerRgt 2 – Feldjägerbataillon 10 & 13 16. Infanteriebrigade – Bozen Kommandant: Generalmajor Emil Herzberg Feldjägerbataillone 1 & 14 & 16 & 18 & 22 - 1 Pionierkompanie 96. Infanteriebrigade – Rovereto Kommandant: Generalmajor Richard Meyer 3 Bataillone KaiserjägerRgt 3 – Sappeurbataillone 8 & 9 121. Infanteriebrigade Trient Kommandant: Oberst im IR 73 Adolf Brunswik von Korompa 1 - 3 Bataillon KaiserjägerRgt 4 – Feldjägerbataillon 27 – Sappeurbataillon 14 122. Infanteriebrigade – Bruneck Kommandant: Generalmajor Ludwig Goiginger 3 Bataillone InfRgt 36 – Feldjägerbataillon 2 & 6 | - 9. Infanterietruppendivision – Prag – VIII. Korps Kommandant: Feldmarschalleutnant Viktor von Scheuchenstuel Generalstabschef: Oberstleutnant Hugo Freiherr von Pitreich Feldkanonenregiment 23 – Feldhaubitzregiment 8 17. Infanteriebrigade – Prag Kommandant: Generalmajor Franz Daniel 3 Bataillone InfRgt 91 - 3 Bataillone InfRgt 102 18. Infanteriebrigade – Prag Kommandant: Oberst im InfRgt 89 Josef Mayrhofer von Grünbühel 1 Bataillon InfRgt 28 - 3 Bataillone k.u.k. InfRgt 73 |

| I. | II. | III. |
| --- | --- | --- |
| - 10. Infanterietruppendivision – Josephstadt – IX. Korps Kommandant: Feldmarschalleutnant Theodor Hordt Generalstabschef: Hauptmann Rudolf Brougier Feldkanonenregiment 25 – Feldkanonenregiment 27 (zus. Feldhaubitzregiment 9) 19. Infanteriebrigade – Josephstadt Kommandant: Oberst im IR 83 Artur Iwański von Iwanina 1 Bataillon InfRgt 36 - 3 Bataillone InfRgt 98 20. Infanteriebrigade – Königgrätz Kommandant: Generalmajor Hugo Reymann 3 Bataillone InfRgt 18 - 3 Bataillone InfRgt 21 | - 11. Infanterietruppendivision – Lemberg – XI. Korps Kommandant: Feldmarschalleutnant Alois Pokorny Generalstabschef: Major Hugo Freiherr Senarclens de Graney Feldkanonenregiment 32 – Feldhaubitzregiment 11 21. Infanteriebrigade – Lemberg Kommandant: Generalmajor Milan Grubić InfRgt 15 – InfRgt 55 – Sappeurbataillon 11 22. Infanteriebrigade – Lemberg Kommandant: Oberst d.G. Alexander Ritter Wasserthal von Zuccari 3 Bataillone InfRgt 58 – InfRgt 95 – Feldjägerbataillon 32 | - 12. Infanterietruppendivision – Krakau – I. Korps Kommandant: Feldmarschalleutnant Paul Kestřanek Generalstabschef: Hauptmann Wilhelm Edler von Droffa Feldkanonenregiment 1 – Feldhaubitzregiment 1 – Schwere Haubitzdivision 1 23. Infanteriebrigade – Krakau – 12. Infanterie-Truppendivision Kommandant: Generalmajor Miécislaus Edler von Zaleski 2 Bataillone InfRgt 3 – InfRgt 56 - 3 Bataillone 24. Infanteriebrigade – Tarnów Kommandant: Generalmajor Godwin von Lilienhoff-Adelstein 3 Bataillone InfRgt 20 - 3 Bataillone InfRgt 57 |

| I. | II. | III. |
| --- | --- | --- |
| - 14. Infanterietruppendivision – Preßburg - V. Korps Kommandant: Feldmarschalleutnant Hugo Martiny von Malastów Generalstabschef: Oberstleutnant Ludwig Tlaskal Edler von Hochwall Feldkanonenregiment 13 – Feldkanonenregiment 14 – Feldhaubitzregiment 5 27. Infanteriebrigade – Pozsony Kommandant: Generalmajor Georg Schariczer von Rény InfRgt 71 - 3 Bataillone InfRgt 72 28. Infanteriebrigade – Sopron Kommandant: Generalmajor Rudolf Ritter von Willerding 3 Bataillone InfRgt 48 - 3 Bataillone InfRgt 76 | - 15. Infanterietruppendivision – Miskolc – VI. Korps Kommandant: Feldmarschalleutnant Friedrich Freiherr Wodniansky von Wildenfeld Generalstabschef: Major Graf Alexander Christalnigg von und zu Gillitzstein Feldkanonenregiment 17 – Feldkanonenregiment 18 29. Infanteriebrigade – Ungvár Kommandant: Oberst d.G. Carl von Bardolff 3. Bataillone InfRgt 5 - 3 Bataillone InfRgt 66 30. Infanteriebrigade – Miskolc Kommandant: Oberst im IR 26 Joseph Mark 3 Bataillone InfRgt 60 – InfRgt 65 | - 16. Infanterietruppendivision – Nagyszeben – XII. Korps Kommandant: Feldmarschalleutnant Franz Paukert Generalstabschef: Oberstleutnant Theodor Lassy Feldkanonenregiment 36 – Feldhaubitzregiment 12 – Schwere Haubitzdivision 12 31. Infanteriebrigade – Brassó Kommandant: Oberst 4. TKJR Ernst Dieterich von Nordgothen InfRgt 2 - 1 Bataillon InfRgt 82 32. Infanteriebrigade – Nagyszeben Kommandant: Oberst d.G. Anton Goldbach 3 Bataillone InfRgt 31 - 3 Bataillone InfRgt 64 |

| I. | II. | III. |
| --- | --- | --- |
| - 17. Infanterietruppendivision – Nagy-Varad – VII. Korps Kommandant: Feldmarschalleutnant Johann Ritter von Henriquez Generalstabschef: Hauptmann Viktor Say Feldkanonenregiment 19 – Feldhaubitzregiment 7 33. Infanteriebrigade – Nagy-Várad Kommandant: Generalmajor Alexander Barbini 1 Bataillon InfRgt 37 - 1 Bataillon InfRgt 39 - 3 Bataillone InfRgt 101 34. Infanteriebrigade – Arad Kommandant: Generalmajor Franz Resch 3 Bataillone InfRgt 33 - 3 Bataillone InfRgt 46 – Pionierbataillon 7 | - 18. Infanterietruppendivision – Mostar - XVI. Armeekorps Kommandant: Feldmarschalleutnant Ignaz Trollmann Generalstabschef: Major Robert Ryctrmoc GebArt Rgt 3 – Geb ArtRgt 7 1. Gebirgsbrigade – Mostar Kommandant: Oberst 1. TKJR Guido Novak von Arienti 1 Bataillon InfRgt 1 - 1 Bataillon InfRgt 4 - 1 Bataillon InfRgt 51 - 1 Bataillon InfRgt 63 - 1 Bataillon InfRgt 102 - 1 Ulanen-Eskadron 2. Gebirgsbrigade – Trebinje Kommandeur: Generalmajor Theodor Gabriel 1 Bataillon InfRgt 8 - 1 Bataillon InfRgt 64 - 1 Bataillon InfRgt 70 - 1 Bataillon InfRgt 76 - 1 Bataillon InfRgt 101 - 1 Sappeurkompanie 3. Gebirgsbrigade – Nevesinje Kommandant: Generalmajor Heinrich Pongráz de Szent-Miklós et Óvár 1 Bataillon InfRgt 18 - 1 Bataillon InfRgt 30 - 1 Bataillon Inf Rgt 42 - 1 Bataillon InfRgt 46 - 1 Bataillon InfRgt 80 6. Gebirgsbrigade – Bileća Kommandant: Generalmajor Heinrich Goiginger 1 Bataillon InfRgt 6 - 1 Bataillon InfRgt 37 - 1 Bataillon InfRgt 38 - 1 Bataillon InfRgt 50 - 1 Bataillon InfRgt 81 13. Gebirgsbrigade – Mostar Kommandant: Oberst im IR 88 Anton Graf Berchtold, Freiherr von und zu Ungerschütz, Frätting und Püllütz 3 Bataillone InfRgt 22 - 1 Bataillon bosn-hercegov. InfRgt 4 | - 19. Infanterietruppendivision – Pilsen – VIII. Korps Kommandant: Feldmarschalleutnant Karl von Lukas Generalstabschef: Major Karl Olleschik Edler von Elbheim Feldkanonenregiment 22 – Feldkanonenregiment 24 37. Infanteriebrigade – Pilsen Kommandant: Generalmajor Ernst Kletter InfRgt 11 - 3 Bataillone InfRgt 35 38. Infanteriebrigade – Budweis Kommandant: Generalmajor Heinrich (von) Teisinger 1 Bataillon InfRgt 75 – InfRgt 88 |

| I. | II. | III. |
| --- | --- | --- |
| - 24. Infanterietruppendivision – Przemyśl – X. Korps Kommandant: Feldmarschalleutnant Andreas Pitlik von Rudan und Poria Generalstabschef: Hauptmann Theodor Kolbenheyer Feldkanonenregiment 28 – Feldhaubitzregiment 10 – Schwere Haubitzdivision 10 47. Infanteriebrigade – Przemysl Kommandant: Oberst im IR 71 Felix Ritter Unschuld von Melasfeld InfRgt 9 - 3 Bataillone InfRgt 45 – Sappeurbateillon 10 48. Infanteriebrigade – Przemysl Kommandant: Oberst im IR 11 Walter Ritter Schreitter von Schwarzenfeld 3 Bataillone InfRgt 10 - 3 Bataillone InfRgt 77 – Pionierbataillon 10 | - 25. Infanterietruppendivision – Wien – II. Korps Kommandant: s.k.u.k.H. Feldmarschalleutnant Erzherzog Peter Ferdinand Generalstabschef: Oberstleutnant Wolfgang Heller Feldkanonenregiment 4 – Schwere Haubitzdivision 2 49. Infanteriebrigade – Wien Kommandant: Generalmajor Robert Edler von Langer 3 Bataillone InfRgt 84 - 3 Bataillone bosn.-herceg. InfRgt 1 – Feldjägerbataillon 25 – Pionierbataillon 8 & 9 – Brückenbataillon 50. Infanteriebrigade – Wien Kommandant: Generalmajor Ferdinand Kosak 3 Bataillone InfRgt 4 - 3 Bataillone InfRgt 44 – bosn.-herceg. Feldjägerbataillon – Sappeurbataillon 2 | - 27. Infanterietruppendivision – Kassa – VI. Korps Kommandant: Feldmarschalleutnant Friedrich Gerstenberger von Reichsegg und Gerstberg Generalstabschef: Hauptmann Ernst Edler von Malyevacz Feldkanonenregiment 16 – Feldhaubitzregiment 6 – Schwere Haubitzdivision 6 53. Infanteriebrigade – Kassa Kommandant: Generalmajor Adolf Urbarz 3 Bataillone InfRgt 25 - 3 Bataillone InfRgt 34 54. Infanteriebrigade – Eperjes Kommandant: Oberst im IR 4 Adolf Sterz Edler von Ponteguerra 1 Bataillon InfRgt 67 - 3 Bataillone InfRgt 85 |

| I. | II. | III. |
| --- | --- | --- |
| - 28. Infanterietruppendivision – Laibach – III. Korps Kommandant: Feldmarschalleutnant Rudolf Králíček Generalstabschef: Major Maximilian Kraus Feldkanonenregiment 7 – Feldkanonenregiment 8 – Schwere Haubitzdivision 3 55. Infanteriebrigade – Triest Kommandant: Generalmajor Alfred Edler von Hinke 3 Bataillone InfRgt 32 – InfRgt 87 - 1 Bataillon InfRgt 97 - 3 Bataillone bosn.-herceg. InfRgt 4 – Feldjägerbataillon 24 – Sappeurbataillon 6 56. Infanteriebrigade – Görz Kommandant: Generalmajor Johann Fernengel InfRgt 27 – InfRgt 47 – Feldjägerbataillone 11,20,29 – Sappeurbataillon 3 - 1 Pionierkompanie - - 94. Infanteriebrigade – Tolmein Kommandant: Generalmajor Artur von Richard-Rostoczil 3 Bataillone InfRgt 19 – Feldjägerbataillon 7 – Kanonenbatterie Geb.Art.Rgt 3 | - 29. Infanterietruppendivision – Theresienstadt – IX. Korps Kommandant: Feldmarschalleutnant Alfred Graf Zedtwitz Generalstabschef: Oberstleutnant Ernst Hittl Feldkanonenregiment 26 – Schwere Haubitzdivision 9 57. Infanteriebrigade – Theresienstadt Kommandant: Generalmajor Joseph Schön 3 Bataillone InfRgt 42 - 3 Bataillone InfRgt 92 58. Infanteriebrigade – Reichenberg Kommandant: Generalmajor Josef Peleschensky 3 Bataillone InfRgt 74 – InfRgt 94 | - 30. Infanterietruppendivision – Lemberg – XI. Korps Kommandant: Feldmarschalleutnant Julius Kaiser Generalstabschef: Major Josef Dobretzberger Feldkanonenregiment 51 – Feldkanonenregiment 33 – Schwere Haubitzdivision 11 59. Infanteriebrigade – Czernowitz Kommandant: Generalmajor Ernst Horsetzky Edler von Hornthal 3 Bataillone InfRgt 24 – InfRgt 41 60. Infanteriebrigade – Lemberg Kommandant: Generalmajor Oswald Kunesch 3 Bataillone InfRgt 30 - 3 Bataillone InfRgt 80 |

| I. | II. | III. |
| --- | --- | --- |
| - 31. Infanterietruppendivision – Budapest – IV. Korps Kommandant: s.k.u.k.H. Feldmarschalleutnant Erzherzog Joseph Generalstabschef: Major Gustav von Iszkowski Feldkanonenregiment 10 – Feldkanonenregiment 11 61. Infanteriebrigade – Budapest Kommandant: Generalmajor Aurel le Beau 1 Bataillon InfRgt 32 - 1 Bataillon InfRgt 52 - 3 Bataillone InfRgt 69 62. Infanteriebrigade – Budapest Kommandant: Generalmajor Blasius Dáni von Gyarmata 1 Bataillon InfRgt 68 – bosn.herceg. InfRgt 3 - 1 Bataillon InfRgt 4 | - 32. Infanterietruppendivision – Budapest – IV. Korps Kommandant: Feldmarschalleutnant Andreas Fail-Griessler Generalstabschef: Oberstleutnant Josef Gaksch Feldkanonenregimenter 11 – Feldhaubitzregiment 4 – Schwere Haubitzdivision 4 63. Infanteriebrigade – Budapest Kommandant: Generalmajor Eugen von Podhoránszky InfRgt 23 - 1 Bataillon InfRgt 38 - 2 Bataillone InfRgt 72 64. Infanteriebrigade – Budapest Kommandant: Generalmajor Gustav Mallász 3 Bataillone InfRgt 6 - 3 Bataillone InfRgt 86 | - 33. Infanterietruppendivision – Komorn – V. Korps Kommandant: Feldmarschalleutnant Karl Edler von Rebracha Generalstabschef: Hauptmann Heinrich Wambera Feldkanonenregiment 15 – Schwere Haubitzdivision 4 65. Infanteriebrigade – Győr Kommandant: Generalmajor Konrad von Essler 1 Bataillon InfRgt 19 – InfRgt 26 66. Infanteriebrigade – Komorn Kommandant: Oberst im IR 64 Joseph Lieb 1 Bataillon InfRgt 12 – InfRgt 83 – Sappeurbataillon 5 |

| I. | II. | III. |
| --- | --- | --- |
| - 34. Infanterietruppendivision – Temesvár – VII. Korps Kommandant: Feldmarschalleutnant Joseph Ritter Krautwald von Annau Generalstabschef: Major Karl von Möller Feldkanonenregiment 20 – Feldkanonenregiment 21 – Schwere Haubitzdivision 7 67. Infanteriebrigade – Temesvár Kommandant: Generalmajor Wilhelm von Lauingen 1 Bataillon InfRgt 29 - 3 Bataillone InfRgt 63 - 3 Bataillone InfRgt 96 68. Infanteriebrigade – Fehértemplom Kommandant: Generalmajor Ludwig Edler von Rössler InfRgt 43 – Feldjägerbataillone 23 & 28 | - 35. Infanterietruppendivision – Kolozsvár – XII. Korps Kommandant: Feldmarschalleutnant Viktor Njegovan Generalstabschef: Major Franz Freiherr Abele von und zu Lilienthal Feldkanonenregiment 34 – Feldkanonenregiment 35 69. Infanteriebrigade – Gyulafehérvár Kommandant: Generalmajor Franz Hauninger 3 Bataillone InfRgt 50 - 3 Bataillone InfRgt 51 – Sappeurbataillon 12 70. Infanteriebrigade – Kolozsvár Kommandant: Generalmajor Wenzel Bauriedl 3 Bataillone InfRgt 62 - 3 Bataillone InfRgt 63 | - 36. Infanterietruppendivision – Zagreb – XII. Korps Kommandant: Feldmarschalleutnant Claudius Czibulka Generalstabschef: Major Theodor Freiherr Gyurits von Vitesz-Sokolgrada Feldkanonenregiment 37 – Feldhaubitzregiment 13 – Schwere Haubitzdivision 13 71. Infanteriebrigade – Fiume Kommandant: Generalmajor Johann Graf von Salis-Seewis 2 Bataillone InfRgt 37 – InfRgt 79 72. Infanteriebrigade – Zagreb Kommandant: Generalmajor Heinrich Haustein von Haustenau 1 Bataillon InfRgt 16 - 3 Bataillone InfRgt 53 - 1 Bataillon InfRgt 96 - 3 Bataillone InfRgt 97 |

| I. | II. | III. |
| --- | --- | --- |
| - 47. Infanterietruppendivision – Castelnuovo – XVI. Korps Kommandant: Feldmarschalleutnant Friedrich Novak Generalstabschef: Major Hermann Schimanko Geb.Art.Rgt 13 – selbstst. Gebirgs-Kanonendivision 4. Gebirgsbrigade – Ragusa Kommandant: Oberst d.G. Theodor Konopicky 1 Bataillon InfRgt 52 - 1 Bataillon InfRgt 69 – LandwehrInfRgt 3 5. Gebirgsbrigade – Spalato Kommandant: Oberst im IR 34 Maximilian Nöhring 1 Bataillon InfRgt 22 - 1 Bataillon InfRgt 31 – LandwehrInfRgt 23 14. Gebirgsbrigade – Teodo Kommandant: Oberst im IR 16 Martin Verkljan 1 Bataillon InfRgt 33 - 1 Bataillon InfRgt 61 - 1 Bataillon InfRgt 72 - 1 Bataillon InfRgt 91 - 1 Bataillon InfRgt 98 - 1 Sappeurkompanie | - 48. Infanterietruppendivision – Sarajevo – XV. Armeekorps Kommandant: Feldmarschalleutnant Johann Ritter Eisler von Eisenhort Generalstabschef: Oberstleutnant Franz Ritter Hussarek von Heinlein Geb.Art.Regimenter 6,10,12 10. Gebirgsbrigade – Sarajevo Kommandant: Oberst im k.u. LwIR 28 Karl Schmarda von Gradac 1 Bataillon InfRgt 48 - 1 Bataillon InfRgt 62 - 1 Bataillon InfRgt 90 - 1 Bataillon InfRgt 92 - 1 Bataillon bosn.-herceg. InfRgt 1 – Sappeurbataillon 7 - 1 Ulaneneskadron 11. Gebirgsbrigade – Tuzla Kommandant: Oberst im IR 77 Marcell Lawrowski 1 Bataillon InfRgt 10 - 1 Bataillon InfRgt 20 - 1 Bataillon InfRgt 21 - 1 Bataillon InfRgt 60 - 1 Bataillon InfRgt 77 - 1 Bataillon bosn.-herceg. InfRgt 3 - 1 Husareneskadron 12. Gebirgsbrigade – Banja Luka Kommandant: Generalmajor Franz Kalser Edler von Maasfeld 1 Bataillon InfRgt 3 - 1 Bataillon InfRgt 45 - 1 Bataillon InfRgt 57 - 1 Bataillon InfRgt 93 - 1 Bataillon InfRgt 100 - 1 Bataillon bosn.-herceg. InfRgt 2 | - 49. Infanterietruppendivision – Wien – II. Korps Kommandant: Feldmarschalleutnant Karl Křitek Generalstabschef: Oberstleutnant Viktor Kliemann Feldkanonenregiment 6 97. Infanteriebrigade – Wien Kommandant: Generalmajor Alfred Edler von Schenk 3 Bataillone InfRgt 67 - 3 Bataillone InfRgt 82 98. Infanteriebrigade – Wien Kommandant: Generalmajor Artur Edler von Mecenseffy 3 Bataillone InfRgt 16 - 3 Bataillone InfRgt 29 - 3 Bataillone InfRgt 39 |

| I. | II. | III. |
| -- | --- | ---- |
|    |     |      |

### Kavalleriedivisionen
| I. | II. | III. |
| --- | --- | --- |
| - 1. Kavallerietruppendivision – Temesvár – VI. – VII. – XII Korps Kommandant: Generalmajor Artur Freiherr Peteani von Steinberg Generalstabschef: Major Graf Josef Takáes-Tolvany von Kis-Jóka und Köpösd Reitende Artilleriedivisionen 6 & 7 6. Kavalleriebrigade – Miskolcz Kommandant: Generalmajor Freiherr Samuel Apór de Al-Tórja Husarenregiment 14 – Husarenregiment 15 (VI. Korps) 7. Kavalleriebrigade – Temesvár Kommandant:Generalmajor Johann Schilling Husarenregiment 7 – Husarenregiment 12 (VI. Korps) 12. Kavalleriebrigade – Nagyszeben Kommandant: Generalmajor Johann Ostermuth Husarenregiment 2 – Husarenregiment 4 (XII. Korps) | - 2. Kavallerietruppendivision – Pozsony – III. – V. Korps Kommandant: Feldmarschalleutnant Emil Ritter von Ziegler Generalstabschef: Oberstleutnant Gedeon Bolla von Csáford-Jobbaháza Reitende Artilleriedivision 5 3. Kavalleriebrigade – Marburg – III. Korps Kommandant: Oberst im DR 13 Albert Freiherr Abele von und zu Lilienberg Dragonerregiment 5 – Husarenregiment 6 – Husarenregiment 16 16. Kavalleriebrigade – Pozsony – V. Korps Kommandant: Oberst im UR 3 Erich Freiherr von Diller Husarenregiment 3 – Husarenregiment 5 – Ulanenregiment 5 | - 3. Kavallerietruppendivision – Wien – II. Korps Kommandant: Feldmarschalleutnant Adolf Ritter von Brudermann Generalstabschef: Major Alfred Dragoni Edler von Rabenhorst Reitende Artilleriedivision 3 10. Kavalleriebrigade – Wien Kommandant: Oberst im HR 16 Friedrich Freiherr von Cnobloch Dragonerregiment 3 – Ulanenregiment 7 17. Kavalleriebrigade – Wien Kommandant: Generalmajor Stanislaus Ritter von Ursyn-Pruszyńsky Husarenregiment 1 – Ulanenregiment 4 |

| I. | II. | III. |
| --- | --- | --- |
| - 4. Kavallerietruppendivision – Lemberg – XI. Korps Kommandant: Generalmajor Edmund Ritter von Zaremba Generalstabschef: Major Oskar Maxon de Rövid Reitende Artilleriedivision 11 18. Kavalleriebrigade – Zloczów Kommandant: Generalmajor Eugen Chevalier Ruiz de Roxas Dragonerregiment 9 – Ulanenregiment 13 21. Kavalleriebrigade – Lemberg Kommandant: Oberst im HR 10 Alois Ritter Klepsch-Kloth von Roden Dragonerregiment 15 – Ulanenregiment 1 | - 6. Kavallerietruppendivision – Jaroslau – X. Korps Kommandant: Feldmarschalleutnant Oskar Wittmann Generalstabschef: Oberstleutnant Ludwig Maxon de Rövid Reitende Artilleriedivision 10 5. Kavalleriebrigade – Jaroslau Kommandeur: Oberst im HR 15 Otto Schwer Edler von Schwertenegg Dragonerregiment 6 – Dragonerregiment 8 14. Kavalleriebrigade – Rzeszów Kommandeur: Oberst im DR 11 Anton Leiter Husarenregiment 11 – Ulanenregiment 6 | - 7. Kavallerietruppendivision – Krakau – I. Korps Kommandant: Feldmarschalleutnant Ignaz Edler von Korda Generalstabschef:Major Rudolf Freiherr von Handel Reitende Artilleriedivision 1 11. Kavalleriebrigade – Krakau Kommandant: Oberst im UR 7 Oskar Mold Edler von Mollheim Dragonerregiment 10 – Ulanenregiment 3 20. Kavalleriebrigade – Krakau Kommandant; Oberst im UR 2 Albert Ritter Le Gay von Lierfels Dragonerregiment 12 – Ulanenregiment 2 |

| I. | II. | . |
| --- | --- | - |
| - 8. Kavallerietruppendivision – Stanislau – XI. Korps Kommandant: Feldmarschalleutnant Georg Edler von Lehmann Generalstabschef: Major Graf Gabriel Gudenus Reitende Artilleriedivision 6 13. Kavalleriebrigade -Stanislau Kommandant: Oberst im DR 6 Otto Berndt Dragonerregiment 7 – Ulanenregiment 8 15. Kavalleriebrigade – Tarnopol Kommandant: Generalmajor Heinrich Freiherr Gablenz-Eskeles Dragonerregiment 2 – Ulanenregiment 11 | - 10. Kavallerietruppendivision – Budapest – IV. – XIII. Korps Kommandant: Feldmarschalleutnant Viktor Mayr Generalstabschef: Major Ludwig Urváry Reitende Artilleriedivision 4 4. Kavalleriebrigade – Budapest – IV. Korps Husarenregiment 8 – Husarenregimente 10 – Husarenregimente 13 8. Kavalleriebrigade – Zagreb – XIII. Korps Kommandant: Oberst im DR 8 Viktor Bauer von Bauernthal Husarenregiment 9 – Ulanenregiment 12 |   |

### Selbstständige Kavalleriebrigaden
| I. | II. | . |
| --- | --- | - |
| - 1. Kavalleriebrigade – Prag Kommandant: Generalmajor Maximilian Freiherr von Schnehen Dragonerregiment 4 (XIV. Korps) Dragonerregiment 13 – Dragonerregiment 14 (XIV. Korps) | - 9. Kavalleriebrigade – Pardubitz Kommandant: Generalmajor Siegmund Ritter von Micewski Dragonerregiment 1 (IX. Korps) Dragonerregiment 11 (II. Korps) Reitende Artilleriedivision 9 |   |

Die Kavalleriebrigaden Nr. 2 und Nr. 19 waren im Frieden nicht aufgestellt.

### Artillerie
| I. | II. | III. |
| --- | --- | --- |
| - 1. Feldartilleriebrigade – Krakau – I. Korps Kommandant: Generalmajor Thaddäus Ritter Jordan-Rozwadowski von Grosse-Rozwadów Feldkanonenregimenter 1 - 2 - 3 Reitende Artilleriedivision 1 Schwere Haubitzdivision 1 | - 2. Feldartilleriebrigade – Wien – II. Korps Kommandant: Oberst im FHR 13 Eduard Ritter Jemrich von dem Bresche Feldkanonenregimenter 4 - 5 - 6 Feldhaubitzregiment 2 Reitende Artilleriedivision 2 Schwere Haubitzdivision 2 | - 3. Feldartilleriebrigade – Graz – III. Korps Kommandant: Oberst im FHR 12 Karl Kratky Feldkanonenregimenter 7 - 8 - 9 Schwere Haubitzdivision 3 |

| IV. | V. | VI. |
| --- | --- | --- |
| - 4. Feldartilleriebrigade – Budapest – IV. Korps Kommandant: Oberst im FHR 6 Adalbert von Felix Feldkanonenregimenter 10 - 11 - 12 Feldhaubitzregiment 4 Reitende Artilleriedivision 4 Schwere Haubitzdivision 4 | - 5. Feldartilleriebrigade – Pozsony – V. Korps Kommandant: Generalmajor Heinrich Ströhr Feldkanonenregimenter 13 - 14 - 15 Feldhaubitzregiment 5 Reitende Artilleriedivision 5 Schwere Haubitzdivision 5 | - 6. Feldartilleriebrigade – Kassa – VI. Korps Kommandant: Oberst im FKR 11 Karl Niemilowicz Feldkanonenregimenter 16 - 17 - 18 Feldhaubitzregiment 6 Schwere Haubitzdivision 6 |

| VII. | VIII. | IX. |
| --- | --- | --- |
| - 7. Feldartilleriebrigade – Temesvár – VII. Korps Kommandant: Oberst im FHR 1 Heinrich Marx Feldkanonenregimenter 19 - 20 - 21 Feldhaubitzregiment 7 Reitende Artilleriedivision 7 Schwere Haubitzdivision 7 | - 8. Feldartilleriebrigade – Prag – VIII. Korps Kommandant: Generalmajor Rudolf Laube Feldkanonenregimenter 22 - 23 - 24 Feldhaubitzregiment 8 Schwere Haubitzdivision 8 | - 9. Feldartilleriebrigade – Leitmeritz – IV. Korps Kommandant: Generalmajor Eduard Zanantoni Feldkanonenregimenter 25 - 26 - 27 Feldhaubitzregiment 9 Reitende Artilleriedivision 9 Schwere Haubitzdivision 9 |

| X. | XI. | XII. |
| --- | --- | --- |
| - 10. Feldartilleriebrigade – Przemyśl – X. Korps Kommandant: Generalmajor Karl Seyfert Edler von Uhlen Feldkanonenregimenter 28 - 29 - 30 Feldhaubitzregiment 10 Reitende Artilleriedivision 10 Schwere Haubitzdivision 10 | - 11. Feldartilleriebrigade – Lemberg – XI. Korps Kommandant: Generalmajor Rudolf Dietrich Feldkanonenregimenter 31 - 32 - 33 Feldhaubitzregiment 11 Reitende Artilleriedivision 6 – Reitende Artilleriedivision 11 Schwere Haubitzdivision 11 | - 12. Feldartilleriebrigade – Nagyszeben – XII. Korps Kommandant: Generalmajor Konstanz Dobler von Friedburg Feldkanonenregimenter 34 - 35 - 36 Feldhaubitzregiment 12 Schwere Haubitzdivision 12 |

| XIII. | XIV. | . |
| --- | --- | - |
| - 13. Feldartilleriebrigade – Zagreb – XIII. Korps Kommandant: Oberst im FKR 41 Karl Hess Feldkanonenregimenter 37 - 38 - 39 Feldhaubitzregiment 13 Schwere Haubitzdivision 13 | - 14. Feldartilleriebrigade – Linz - XIV. Korps Kommandant: Generalmajor Edmund Edler von Sellner Feldkanonenregimenter 40 - 41 - 42 Feldhaubitzregiment 14 Schwere Haubitzdivision 14 |   |

| I. | II. | III. |
| --- | --- | --- |
| - 1. Gebirgsartilleriebrigade – Brixen Kommandant:Oberst im FKR 14 Adolf Aust Gebirgsartillerieregiment 3 (III. Korps) Gebirgsartillerieregimenter 8 - 14 Gebirgshaubitzdivisionen der Gebirgsartillerieregimenter 4 - 10 | - 2. Gebirgsartilleriebrigade – Sarajevo Kommandant: Oberst im FHR 3 Ferdinand Komm Gebirgsartillerieriegmenter 6 - 10 - 11 - 12 | - 3. Gebirgsartilleriebrigade – Mostar Kommandant: Generalmajor Friedrich Freiherr Wucherer von Huldenfeld Gebirgsartillerieriegmenter 4 - 7 - 13 Selbständige Gebirgshaubitzdivison (XVI. Korps) |

| I. | II. | III. |
| --- | --- | --- |
| - 1. Festungsartilleriebrigade – Wien Kommandant: Oberst im FAR 1 Friedrich Kloiber Festungsartillerieregiment 1 Festungsartillerieregiment 6 (II. Korps) | - 2. Festungsartilleriebrigade – Krakau Kommandant: Generalmajor Franz Haam Festungsartillerieregiment 2 Festungsartillerieregiment 3 Festungsartilleriebataillon 9 (I. Korps) | - 3. Festungsartilleriebrigade – Trient Kommandant: Oberst im FAR 3 Nikolaus Hölscher Festungsartilleriebataillone 1 - 4 - 5 - 6 - 7 (½ 7 beim XIV. Korps) |

| I. | II. | . |
| --- | --- | - |
| - 4. Festungsartilleriebrigade – Pola Kommandant: Generalmajor Vinzenz Hlaváček Festungsartillerieregiment 4 Festungsartilleriebataillone 3 - 8 - 10 (III. Korps) | - 5. Festungsartilleriebrigade – Sarajevo Kommandant: Generalmajor Ferdinand Blechinger Festungsartillerieregiment 5 Festungsartilleriebataillon 2 (XV. Korps) |   |